# Bárczy János (katonatiszt)
Bárcziházi Bárczy János (Budapest, 1917. január 23. – Miskolc, 1999. január 26.) honvédtiszt, író, a történelmi magyar nemesi Bárczy család tagja.

## Tanulmányai
A budapesti Piarista Gimnáziumban érettségizett 1935-ben, majd elvégezte a Ludovika Akadémiát, ahol 1939-ben avatták hadnaggyá. Emellett felsőfokú pénzügyi és számviteli szakiskolát végzett és könyvelői oklevelet szerzett.

## Élete
Hivatásos honvédtisztként részt vett a második világháborúban. Ejtőernyős tisztként szolgált, súlyosan megsebesült, szilánk fúródott a koponyájába.
1950-ben lépett ki a hadseregből és banktisztviselő lett Budapesten. 1954-ben sebesülése következtében elvesztette a látását. 1958-ig a Magyar Beruházási Bank beruházási tanácsadója volt, majd nyugdíjba vonult.
Számos visszaemlékezést és dokumentumregényt írt elsősorban a világháborús élményei alapján. Miskolcon a lakóépületté átalakított egykori Három Rózsa Szállóban élt.

## Főbb művei
- Vádindítvány. Dokumentumregény (Bp., 1979; tv: 1982; rádió: 1983)
- Zuhanóugrás. Visszaemlékezés (Tények és tanúk. Bp., 1981)
- Egy m. kir. százados bizalmas feljegyzései. Regény (Rakéta Regénytár. Bp., 1981)
- A magyar Mölders. Regény (Rakéta Regénytár. Bp., 1984; rádió: 1986; színpad: 1987)
- Varázscső. Regény (Bp., 1984)
- A balek. Regény (Rakéta Regénytár. Bp., 1985)
- Az úrlovas. Regény (Rakéta Regénytár. Bp., 1987; rádió: 1989)
- Őszi éjszakák. Regény (Rakéta Regénytár. Bp., 1990)
- Pluszkópiák. Levélregény (Bp., 1991)